# Тамила Абасова
Тамила Абасова (рус. Тамилла Рашидовна Абасова; Москва, 9. децембар 1982) била је руска спортисткиња, која се такмичи у велодромском бициклизму, друга на светском првенству, сребрна на олимпијским играма, а у омладинској конкуренцији седмоструки првак Европе.
Први свој међународни успех имала је на Првенству света за јуниоре 1999. је постала друга на свету у спринту. До 2006, била је седам пута европски првак: 3 пута у спринту (2002, 2003, 2004) 3 пута 500 метара хронометар (2002, 2003, 2004) и једном у кеирину (2003).
Поред ових имала је и неколико победа у Светском купу у бициклизму 2004/05 три и 2005/06 једну.
Тамила Абасова је руско-азербејџанског порекла и верник је баптистичке цркве.